# Julije Česnegić Milvanski
Julije grof Česnegić barun Milvanski (mađ. cseszneki és milványi gróf Cseszneky Gyula; Nađmajor, Mađarska, 1914. – Brazil poslije 1970.), bio je hrvatski plemić, pukovnik domobranstva, i pobočnik kralja Tomislava II.